# ウラジーミル・フョードロフ (銃器設計者)
ウラジーミル・グリゴーリエヴィチ・フョードロフ (ロシア語: Владимир Григорьевич Фёдоров、Vladimir Grigoryevich Fyodorov、1874年5月15日 - 1966年9月19日)は、ロシア帝国およびソビエト連邦の研究者、銃器設計者である。最終階級は技術中将 (1943年)。ソビエト連邦自動火器学校を設立し、1928年には社会主義労働英雄となった。

## 生涯
フョードロフは1874年5月15日にサンクトペテルブルクで生まれ、1900年にミハイロフ砲兵アカデミー (現在のロシア軍事アカデミー) を卒業して砲兵総局付士官に任官した。フョードロフは日露戦争で日露ともに多大な戦果を挙げた自動火器の研究に取り組み、1912年に7.62mmライフル、1913年には自身が設計した6.5mm実包用のライフルを開発し、1916年には後のアサルトライフルのコンセプトを初めて実現したフェドロフM1916を完成させた。これは弾薬として有坂銃の三八式実包 (6.5×50mmセミリムド弾) を採用しており、1913年の開発品で採用した三八式実包の短縮型では信頼性に難があったことと、専用弾薬は兵站上問題となりうる、という課題に対応している。フョードロフが設計した自動火器は、第一次世界大戦およびロシア内戦で使用された。
十月革命ののち、フョードロフは1918年にソビエト第一兵器廠の長および技術責任者に任命され、1931年まで自身が設計した自動火器の生産を指揮した。1921年には兵器廠内に小火器設計局を設立した。1922年にはフョードロフ・シュパーギン機関銃を試作している。1931年から1933年にかけて、兵器や機関銃の信頼性を向上させるための標準化にコンサルタントとして参加した。1933年には60歳を迎え、年金生活に入って引退した (このため、大粛清の時期を無事に生き延びることができた) が、自動火器の設計に関する著作を行うなど活動は衰えなかった。独ソ戦が始まった1942年には、70歳近くになっていたがその経験・能力を乞われて人民委員会議の小火器諮問委員として復帰し、1946年まで兵器人民委員部に勤務した。1946年から1953年にかけて砲兵科学アカデミーのメンバーとなった。フョードロフはヴァシーリー・デグチャレフ、ゲオルギー・シュパーギン、セルゲイ・シモノフといった数々の銃器設計者を指導した。レーニン勲章を受章するなど栄光に満ちた余生を過ごした後、1966年9月19日にモスクワで亡くなった。フョードロフは小火器の使用や設計・生産、歴史について数々の著作を遺している。

## 叙勲
- 社会主義労働英雄
- レーニン勲章 (2回)
- 1等祖国戦争勲章
- 赤星勲章